# アリエル・シャロン
アリエル・シャロン（ Ariel Sharon、אריאל שרון、生名：アリエル・シャイネルマン、Ariel Scheinermann、1928年2月26日 - 2014年1月11日）は、イスラエルの政治家、軍人。愛称はブルドーザー。
イスラエルの首相（第15代）。カディーマ党首（初代）、リクード党首（第4代）を歴任。
イスラエル史上、最もパレスチナに強硬姿勢を貫くタカ派政治家と言われているが、イスラエルの歴史上初めてパレスチナ国家の独立を明言した首相でもある。パレスチナ自治政府が不法な武器を徴収してテロを放棄させるまでは、パレスチナ首脳部との和平交渉には応じないというのが方針であった。
政権末期には極端な肥満体であり、それが健康を害した可能性があり、脳卒中の発症の原因になった可能性がある。

## 来歴
イギリスのパレスチナ委任統治時代の1928年、パレスチナのキブツ（集団農場）であるクファル・マラル村にウクライナ系移民の長男として生まれる。家庭は熱心なシオニストであった。母親から常に「アラブ人を信じるな」と教えられて育った。

### 軍人時代

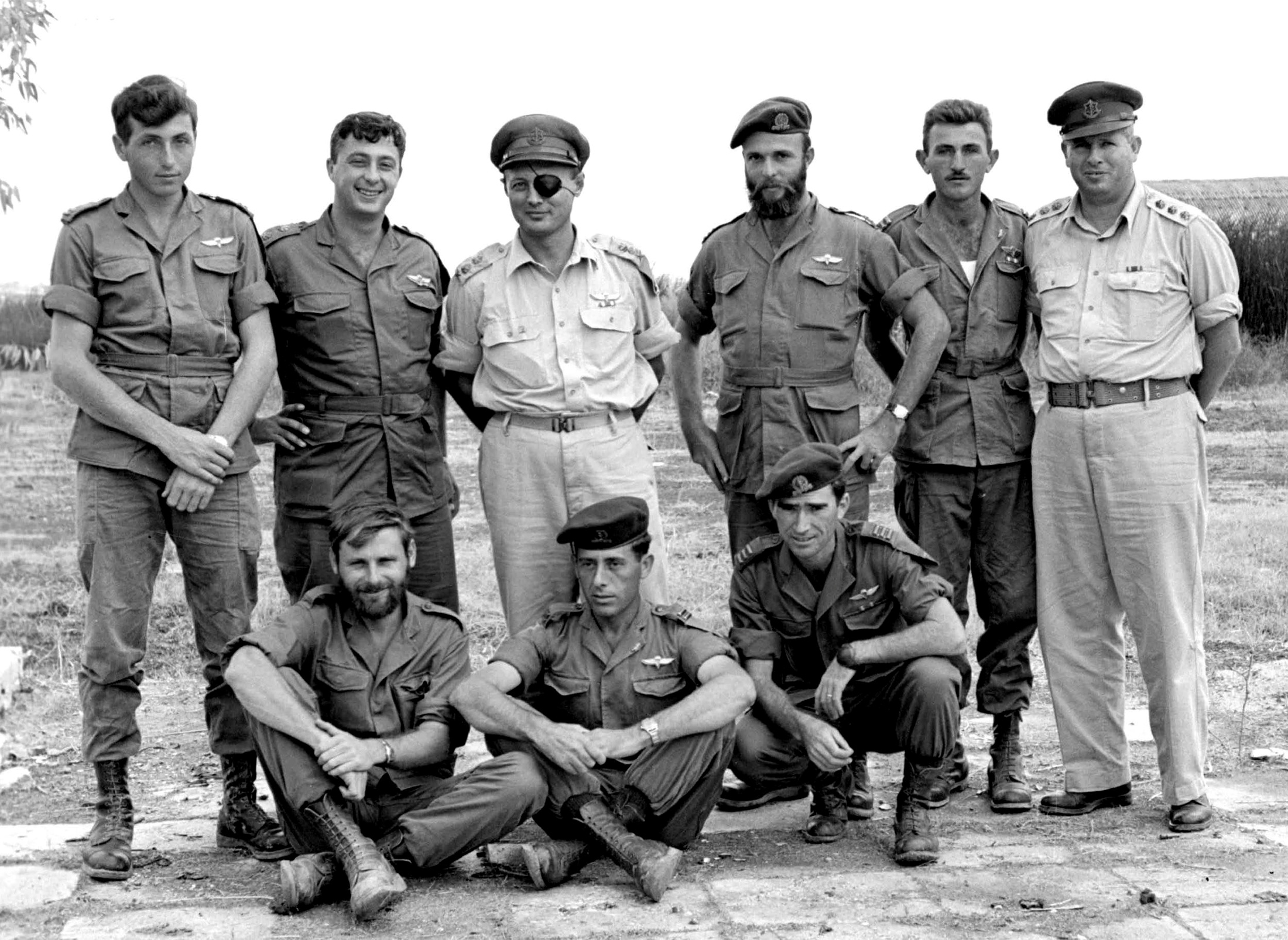
1955年、少佐当時のシャロン（後列左から2番目の人物）。シャロンの右隣りの人物がモシェ・ダヤン参謀総長、前列右端の人物がラファエル・エイタン大尉。

シャロンはイスラエルの戦争に第一次中東戦争（イスラエル独立戦争）から軍人として関わっていた。
1942年、14歳の時にユダヤ人の準軍事組織であるハガナー（のちのイスラエル国防軍）へ入隊、軍事訓練を受ける。1948年にイギリスがパレスチナより撤退し、ユダヤ人の指導者であったダヴィド・ベン＝グリオンがイスラエル独立宣言を行った。これにより、周辺アラブ諸国との間で発生した第一次中東戦争に突入すると、シャロンはハガナーの正規歩兵部隊として組織されたアレクサンドロニ旅団に配属され歩兵中隊長として従軍、ラトルン要塞攻防戦に参戦した。この戦闘で大腿部に重傷を負うが、戦友に救助され、一命を取り留めている。第一次中東戦争でパレスチナにユダヤ人国家（イスラエル）が建国されると、政治家が強く軍が弱い状態に業を煮やし、軍をいったん抜ける。ただ、予備役として軍に籍は残した。シャロンは1952年から翌年までエルサレムのヘブライ大学で法学・東洋史・地政学などを学ぶ傍ら、イスラエル軍に従属する情報機関「シャイ」に所属して活動していたと言われる。当時北部方面軍司令官であったモシェ・ダヤンは、この当時シャロンがイスラエル軍司令部付の諜報将校であったと自らの回想録に書き残している。
1953年にイスラエル国防軍に復帰し、「第101特殊コマンド」の初代指揮官に任命された。第101特殊コマンドはゲリラ戦に対応するために組織された小規模な特殊部隊で、主たる任務はヨルダン川西岸地区（ウエストバンク）およびガザ地区を拠点とする反イスラエル組織「フェダイーン」に対する反撃、壊滅作戦であった。シャロンはフェダイーンの拠点壊滅の任務で一定の成果を挙げ、次第に評価を高める事となった。1955年、第101特殊コマンドが隊員の私的な報復のために数人のベドウィンを殺害したとして、シャロンは停職処分になる。しかしながら第101特殊コマンドの実績そのものは評価されており、1956年にはイスラエル軍初の空挺部隊である第202空挺旅団へと改編され、大佐に昇進したシャロンは引き続きその指揮官となった。
1956年10月に発生した第二次中東戦争（スエズ戦争）では、エジプト軍部隊の反撃を阻止するため、シャロンは第202空挺旅団を率いてシナイ半島中部のミトラ峠の封鎖を命じられた。参謀総長のモシェ・ダヤンからは戦闘力を温存し、極力戦闘を避けるよう命令されていたが、シャロンはミトラ峠の軍事的占領を狙い、「偵察」と称してミトラ峠周辺のエジプト軍陣地に対し、戦車や迫撃砲を投入し大規模な攻撃を行った。結果としてミトラ峠の占領は達成されたが、イスラエル軍の空挺兵にも損失が発生し、シャロンはダヤンから叱責を受けた。しかし、イスラエル軍では第一次中東戦争の際に、前線指揮官が現場で独自に判断して作戦を遂行するという前例が多くあったことから、この命令違反も結局大きな問題とはならなかった。こういった勇猛な戦いぶりは、イスラエル軍内部でのシャロンの評価を更に高める事となり、イスラエル建国の父であるダヴィド・ベン＝グリオンからもシャロンは気に入られていた。
翌1957年、シャロンは特別に選抜された幹部候補生という位置づけで、イギリスのキャンベリー幕僚養成学校に一時留学した。帰国後シャロンはイスラエル軍のいくつかの要職に就く事となった。1958年から1962年にかけて歩兵旅団長、歩兵学校の学校長を勤め、1964年には北部方面軍司令官、1966年には陸軍訓練部長の職に就いた。
イスラエルがエジプト・シリア・ヨルダンへ先制攻撃した1967年の第三次中東戦争（六日戦争）においては、第38機甲師団師団長としてシナイ半島での侵攻作戦で活躍する。この成果は、独断専行が多いシャロンに対しどちらかといえば批判的であったダヤンからも高く評価された。この戦争後、シャロンは占領したシナイ半島戦域を担当する南部方面軍の司令官の職に就いた。
シャロンはこのように、イスラエル軍内部での評価は極めて高かったが、独断的な一匹狼タイプの性格であることから政界からはやや不人気であった。そのため、国会（クネセト）での承認の必要な参謀総長への就任は叶うことがなかった。これに失望したシャロンは1972年6月に一度軍を退役し、政界進出の道を歩み始めるが、エジプト・シリアがイスラエルへ侵攻した第四次中東戦争（ヨム・キプール戦争）では、イスラエル側の苦戦に接し現役復帰する。そして、かつての部下であるシュムエル・ゴネン司令官の指揮下で、第143予備役機甲師団の師団長として、スエズ運河を逆渡河する反撃作戦を立案・実行し成功を収める。この結果、シャロンは伝説的な指揮官として国民の人気を獲得した。
しかし、シャロンは独断で作戦を遂行することが多く、軍の上層部とは折り合いが悪かった。第四次中東戦争の際には、上官であるシュムエル・ゴネンを「あの間抜け」と呼んで命令を無視し独断でスエズ運河逆渡河作戦を進めており、一方ゴネンの方もシャロンの扱いに困り、参謀総長のダビッド・エラザールに対しシャロンの罷免を要求するという具合であった。この時には兵士から人気のあるシャロンを罷免しては士気に関わるとの判断からゴネンの要求は通らなかったが、結局、彼はその後、徐々に居心地の悪くなってきた軍を離れることになった。

### 政界進出
1970年頃から、シャロンは政界に接近していた。その間も第4次中東戦争で大きな戦果（エジプト本土進攻）をあげ、国民に大きくアピールした。1973年の国会選挙に右派政党リクードから出馬して当選する。しかし、野党生活に嫌気がさし議員辞職。与党・労働党に接近する。
新党を率い国会復帰。選挙後、リクードと合流した。1975年にはラビン政権、続く77年のベギン政権で農水相として閣僚入りを果たす。1977年にベギン首相によりアロン入植地委員会委員長に任命されるとシャロンはアロン・プランでのイスラエル併合予定地域を大きく超える積極的な入植地建設を推し進める。また1981年には、シャロンは国内の低価格住宅の需要を利用して、5年以内にさらに8万人のユダヤ人を西岸地区のユダヤ人入植地に住まわせることを目的として掲げ、インフラや行政サービスのために政府予算を計上した。この結果、1983年までに西岸地区の入植者は2倍となった。

### 国防相

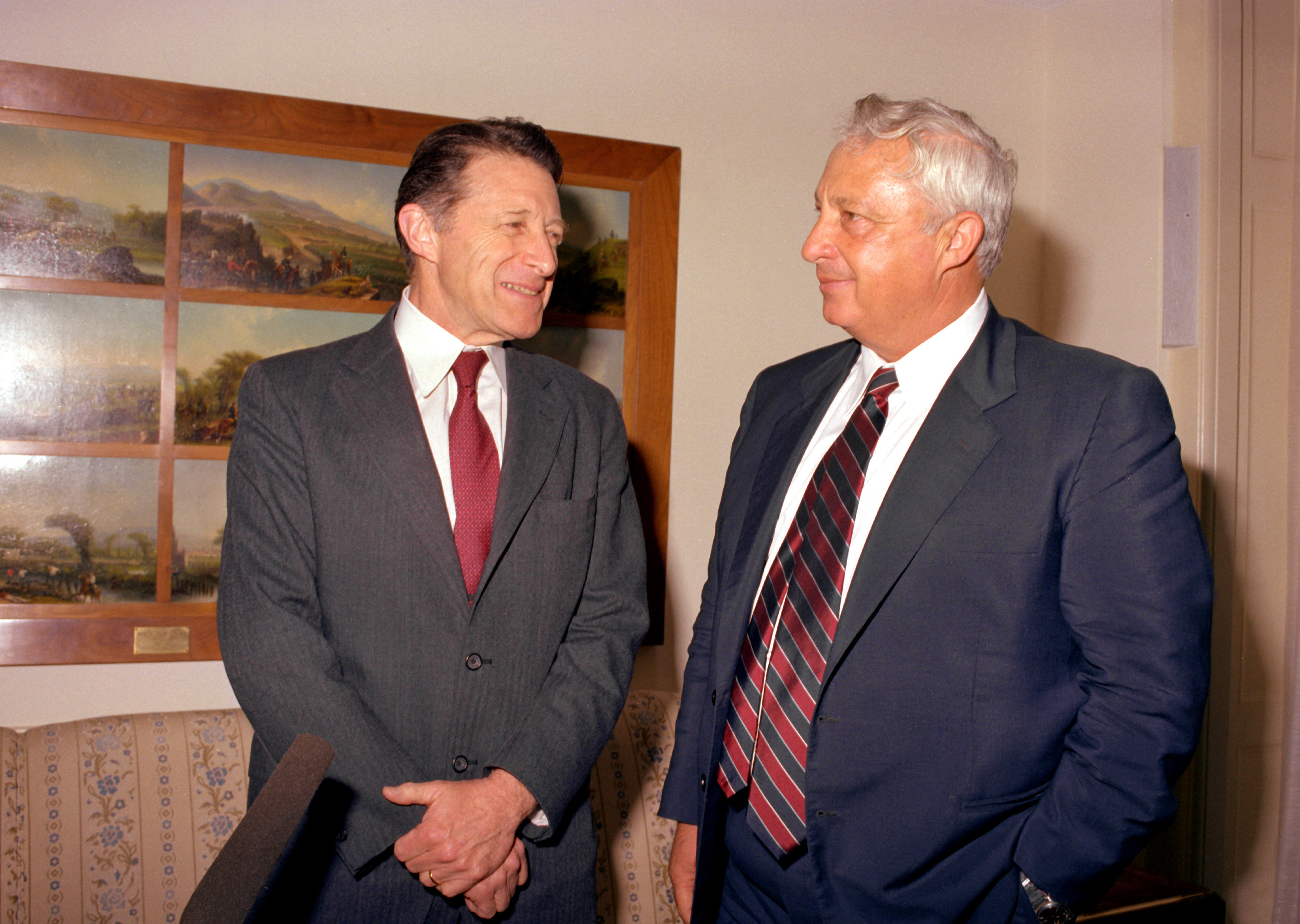
ワインバーガー米国防長官（左）と

1981年、シャロンはベギン政権の国防相に就任した。
1982年、エジプトとの和平実現のため、シナイ半島を返還、入植地の解体・撤退が必要になった。最初は大きな反発があったものの、シナイ半島に建設されていたユダヤ人入植地ヤミット入植地を解体。入植者2000人を退去させ、解体はスムーズに行われた。
当時、イスラエルの隣国・レバノンにはパレスチナ難民が多く居住しており、ヤーセル・アラファート率いるパレスチナ解放機構（PLO）の本部が置かれていた。ベギンやシャロンはレバノンからPLOを追い出し、シリアによるレバノン干渉を防ぎ、さらにレバノンに親イスラエル政権を樹立しようとレバノン内戦に介入する。
1982年、ガリラヤの平和作戦としてPLOが支配する南レバノンを占領、ベイルートにまで到達しPLOをレバノンから撤退させる。そして親イスラエル（マロン派）のバシール・ジェマイエル（ファランヘ党）をレバノン大統領に当選させる。シャロンの作戦は成功したかにみえたが、ジェマイエルは就任を目前にして暗殺されてしまう。この「復讐」としてファランヘ党の民兵はベイルート近辺のパレスチナ難民キャンプ、サブラ・シャティーラで1000人前後を殺害した。イスラエル軍はこれに傍観ないし協力していたも言われるが、定かではない。いずれにしろ、シャロンは責任を取って国防相を辞任し、シャロンと共にベイルート侵攻を主導したラファエル・エイタン参謀総長もそれに連座した（サブラー・シャティーラ事件）。この事件は国際世論やイスラエル国民の反発を買い、ベギン政権も崩壊。少数政党も乱立し、イスラエル政局はしばらく流動化する。

### 住宅建設相
1990年のシャミール政権下で同相をつとめ、ヨルダン川西岸地区（「パレスチナ国家」予定地）に、積極的に主に旧ソ連からイスラエルに移民してきたユダヤ人の入植を奨励した。結果、入植地は20万人規模となる。当時補佐官をつとめていたのがヤアコブ・カッツ（後の国家統一党党首）である。

### 国家基盤相・外相
シャロンはリクード党首を狙うが、1994年の党首選挙でベンヤミン・ネタニヤフに敗北する。1996年、ネタニヤフ政権下で国家基盤相として入閣、98年には外相を兼任する。ネタニヤフは中東和平に熱心なアメリカのビル・クリントン政権による圧力もあり、和平プロセスを進展させる。しかし、自爆テロが頻発し、パレスチナ和平の雲行きが怪しくなった。また、ネタニヤフはエスティローダー社長ロナルド・ローダーを仲介役として、水面下でシリア大統領ハーフィズ・アル＝アサドと接触し、ゴラン高原の返還交渉を行っていた。しかし、シャロンは外相としてこの交渉を潰す。

### 権力の掌握
ネタニヤフはより過激な右派との連携が上手く行かず、労働党の政権復帰を許す。1999年、シャロンはリクード党首の就任を果たし、労働党のバラック政権に対抗する。ただ、バラック政権に対しては露骨な倒閣運動は行わず、外交・安全保障政策に関する拒否権をリクードが保持した形での大連立を当初は模索していた。1999年からバラック政権はアメリカを仲介にパレスチナ和平を積極的に進める。
2000年7月のキャンプ・デーヴィッド交渉が決裂したことを機に、首相バラックがヤーセル・アラファート議長と和平の協議を重ねているさなかの同年9月28日に、シャロンは1000人以上の武装護衛を引き連れてかつてエルサレム神殿であった神殿の丘の岩のドーム（イスラム教の聖地）を訪問する。そこで、「エルサレムは全てイスラエルのものだ」と宣言した。この訪問はあからさまにパレスチナ人を挑発する行為だった。その結果、岩のドームに集結したパレスチナ人は投石でイスラエル警察と衝突し、アルアクサ・インティファーダが始まるきっかけとなった。
この間、アメリカは大統領選のさなかであり、クリントン政権は有効な手を打てずにいた。2001年には、（当初は）外交にあまり関心のないジョージ・W・ブッシュがアメリカ大統領になることによって、アメリカの仲介による和平プロセス進行はいよいよ困難になる。こうした中、シャロンの公然とした挑発行為により、イスラエルとパレスチナとの関係が悪化する。2001年、バラックは一旦辞任し、首相公選に打って出る。バラックが勝利するには、イスラエルが受け入れた「クリントン・パラメーター」（ヨルダン川西岸地区の97%とガザ地区全域をパレスチナ国家として認める）をパレスチナ側が受け入れる必要があった。アラファトが承認すれば東エルサレムを首都とするパレスチナ独立国家が生まれるはずだったが、アラファトは言葉を濁したため実現しなかった。
テロが頻発する情勢に、シャロンは汚職疑惑で失脚したエゼル・ワイツマン元大統領をはじめ、イスラエル大衆の愛国心を高揚することによって、01年の前倒し首相選ではバラックに20ポイントもの大差で勝利し首相に就任する。同政権は労働党を加えた大連立政権で、シャロンは当初、国防相を兼任していたバラックの続投を要請していたが、バラックは敗戦責任をとる形でこの申し出を拒否。議員の職も同時に辞した。

### 首相

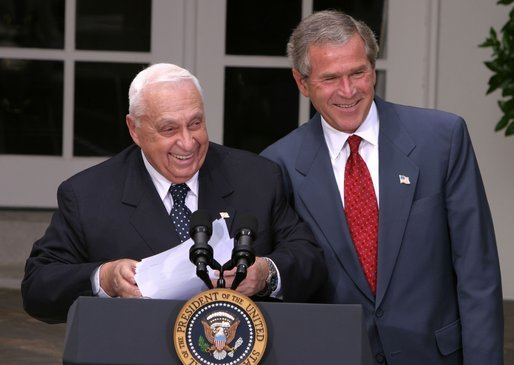
ブッシュ大統領と（2003年）

シャロンはパレスチナやアラブ諸国が自らに敵意を表すように仕向けた。それによって、国内における自らの求心力を強化した。シャロンは適当な時期にパレスチナを挑発し、パレスチナも挑発に載せられていた。状況の悪化によってイスラエルの和平派は足場を失い、強力なリーダーシップを持つシャロンだけがこの危機的状況を乗り切ることのできる存在として支持を集めた。
2001年「9・11」と「テロとの戦い」ムードは、シャロン政権に味方した。シャロンも「テロとの戦い」としてパレスチナのテロ組織へ攻撃を強めた。2003年の総選挙で圧勝すると労働党は政権から離脱したが、少数与党ながらシャロン首相の求心力はますます強まった。このころから、壁をヨルダン川西岸地区に築き、ユダヤ人入植地とパレスチナ人地域の隔離を図るようになった。しかし、シャロンの強攻策に反対する国際世論と、次第に中東に関心を向け始めたブッシュ政権の動きを読んだシャロンは、ガザからの入植地撤退という「ハト派的」政策を、一転して実行する。
シャロンの動きはリクードの右派や連立を組む右派政党を刺激した。そこでシャロンはリクードの一部を率いて労働党の一部と合流、新党カディマを結成。たちまち人気となり、世論調査ではトップに立つ。シャロンの権勢はもはや疑いようのないものとなり、異例の長期政権も視野に入っていた。この直後、シャロンは脳内出血で倒れ、政務の取れない状態へと陥ってしまった。各国メディアはシャロンが入院する病院前で実況中継し、各国首脳が声明を出す。

#### 政策
シャロンの対パレスチナ政策は、「イスラエルにとって有利な和平」と「パレスチナにとって不利な紛争」のいずれかをパレスチナに選ばせるように展開された。この方法が残された唯一の方法であるとイスラエルの中道層が確信を深めるにつれ、シャロンへの支持は膨れ上がった。
シャロンは2001年春、西岸地区に分散する約4割の土地に対するパレスチナの主権を認めたうえ、その土地を分断するような入植地群を全てイスラエルの主権下に置くとする狡猾ともいえる西岸地区分割プランを提示する。また、継続するパレスチナ側のインティファーダに対し、強大な軍事力を用いて対応した。2001年から2002年にわたるイスラエル軍のパレスチナ自治区への侵攻を行い、外出禁止令を度々発して自治政府の建物やインフラ設備を空爆によって破壊した。これによってイスラエル軍は自治区全体を支配下に置くこととなった。こうしたシャロンの行動はオスロ合意の経緯をすべて覆すものであった。
パレスチナ侵攻に伴い2001年には、アラファトPLO議長がテロ実行の指示を出している可能性があると見なし、ヨルダン川西岸地区のラマッラー（ラマラ）にあるアラファートの議長府（大統領府）を包囲・軟禁状態に置いた。イスラエル側は大量のテロ指令書類を押収したと発表した（自治政府側は否定）が真偽は確認されていない。

#### ヨルダン川西岸地区の分離壁
2002年からパレスチナ自治区ヨルダン川西岸の占領地（ユダヤ・サマリア地区）との間に、長大な分離壁の建設を開始した。2003年12月、これを受けた国連総会は国際司法裁判所に対して、分離壁の建設に関する勧告意見を出す要請をした。2004年7月、この要請を受けた国際司法裁判所は、「パレスチナ人の土地に壁を建設することは違法であり、撤去されなければならず、パレスチナ人に対してイスラエルは補償を支払わなければならない。」とする勧告意見を出している。また、同年8月にはイスラエル最高裁判所は政府に対し、分離壁が、グリーンライン上に建設されないことの説明を求める命令を下している。2005年9月には分離壁の経路変更を命じる最高裁判決も下されている。同判決はパレスチナ人の村を併合すべきではないとしている。その後もパレスチナ人およびイスラエルの人権団体による分離壁の経路変更を求める裁判が数多く提起され、最高裁の判決が相次いで出されている。この中には違法ではなく承認する判決もある。また、西側諸国からも「かつてあったベルリンの壁を彷彿させる」「報復措置としての包囲・破壊」などと非難された。

### ガザ地区等撤退
2002年6月24日、ジョージ・W・ブッシュ米国大統領は中東和平のロードマップの原型となる演説をする。2002年、シャロン首相はブッシュの中東和平のロードマップに部分的に同意した。
2003年12月18日、ヘルズリヤ会議で、アリエル・シャロン首相はガザからの撤退計画を発表した。
2004年2月シャロン首相は地元紙ハアレツの取材に対し、「ガザ地区のすべてとヨルダン川西岸地区の一部からの撤退計画」を発表した。かねてよりパレスチナに融和的だった労働党は、この計画を支持した。厭戦気分が高まっていた国内世論も総じてシャロンの計画に好意的だった。また、シャロンとは首相就任以前から親密なアメリカのブッシュ大統領も歓迎の意を示した。この計画は国内外からの支持を得たが、リクードの党員は60%以上が反対した。しかし高い世論の支持を背景に、リクードの党首でありながらリクードの大半の議員と支持者の意見を無視して、リクードのシャロンに近いハト派と労働党などの左派の協力を得て計画を進めた。翌2005年8月からわずか1週間で全入植者が退去させられた。
リクードの反シャロン派は党首を交代させようとしたが、2005年11月に、シャロンとシャロンの決定を支持するグループがリクードを離党し、新しい政党を作った。この新党は一時的に国家責任党と名付けられたあと、カディマと名付けられた。シャロンは議会を解散し、総選挙が行われることが決まった。

### 昏睡
2006年1月4日、脳卒中を発症し、意識不明となる。エフード・オルメルトが首相代行に就任し、権限委譲。数日後に大腸虚血疾患にみまわれ、大腸を切除した。この為、その年の春に行われたクネセト総選挙に出馬できず（選挙立候補届出の手続きに本人のサインが必要）、本人の意思とは無関係に政界引退を余儀なくされた。闘病生活中、意識は戻ることなく昏睡状態のままであった。晩年のシャロンはやせ細り、体重はわずか50キログラム前後に落ちたという。家族の意向により病院から自宅に移されて療養生活を続けた。
2012年11月19日、次男のギラードは『エルサレム・ポスト』のコラムで、「ガザを全て更地にすべきだ。アメリカは広島（への原爆投下）だけで終わらなかった。日本人が速やかに降伏しなかったから、長崎も襲った」と主張した。
2014年1月2日、容態がさらに悪化し、危篤状態であることが公表された。1月10日に重篤状態にあり、1月11日、テルアビブ市内の病院で生涯を終えた。85歳没。1月13日にエルサレムで追悼式が執り行われた後、ネゲブ砂漠にあるシャロン家の農園で国葬が執り行われ、遺体が埋葬された。

## 略歴
- 1928年2月26日 イギリス委任統治領パレスチナ キブツ・モシャブ、クファル・マラル村に生誕。
- 1942年 - 1948年 ハガナー防衛隊メンバー
- 1948年 - アレクサンドロニ旅団所属の歩兵中隊長として第一次中東戦争に参加。
- 1952年 - ヘブライ大学に通いながら、軍の諜報活動にも従事する。
- 1953年 - 第101特殊コマンドを指揮し、ヨルダン川西岸地区・ガザ地区などにおける「フェダイーン」掃討作戦で勇名を馳せる。
- 1956年 - 第二次中東戦争で、第202空挺旅団を率いてミトラ峠を占領。
- 1957年 - キャンベリー幕僚養成学校に留学。
- 1964年 - 北部方面軍司令官に就任。
- 1966年 - 陸軍訓練部長に就任。
- 1967年 - 第三次中東戦争で第38機甲師団（英語版）師団長を務め、シナイ半島の占領に貢献する。南部方面軍司令官に就任。
- 1973年 - 第四次中東戦争（ヨム・キプール戦争）でスエズ運河逆上陸作戦を指揮、イスラエルの窮地を救う。リクード結党に参画・国会議員に初当選。
- 1977年 - 農水相として初入閣。
- 1982年 - ベギン内閣の国防相としてレバノン侵攻を指揮。ベイルート入城を果たし、PLOのアラファト議長追放に成功する。しかし、同盟軍のキリスト教マロン派によるサブラ・シャティーラ虐殺を｢傍観｣した責任を問われ、翌年に国防相を辞任。
- 1999年 - リクード党首に就任。
- 2000年 - 神殿の丘を訪問。第二次インティファーダの引き金となる。
- 2001年 - 労働党のエフード・バラック首相に代わり、首相に就任。歴代の政権で初めて、パレスチナ国家を容認。
- 2003年 - 総選挙で圧勝、首相に再任。国会の外交・防衛委員会で、現在のパレスチナとの関係を占領と発言。ロードマップ受諾。外相時代のギリシャのリゾート開発疑惑が浮上、地検・警察が捜査に着手。
- 2004年 - ギリシャのリゾート開発疑惑で、最高検が嫌疑不十分でシャロン父子の立件を断念。
- 2005年 - 解散・総選挙に打って出る。同時に、リクードを脱退し、新党である中道政党カディーマを設立した。
- 2006年 - 総選挙前の首相在任中に脳卒中で倒れ、昏睡状態となった為に政界を引退。
- 2014年 - 1月11日に死去[14]。